# Pfarrkirche Alberndorf in der Riedmark

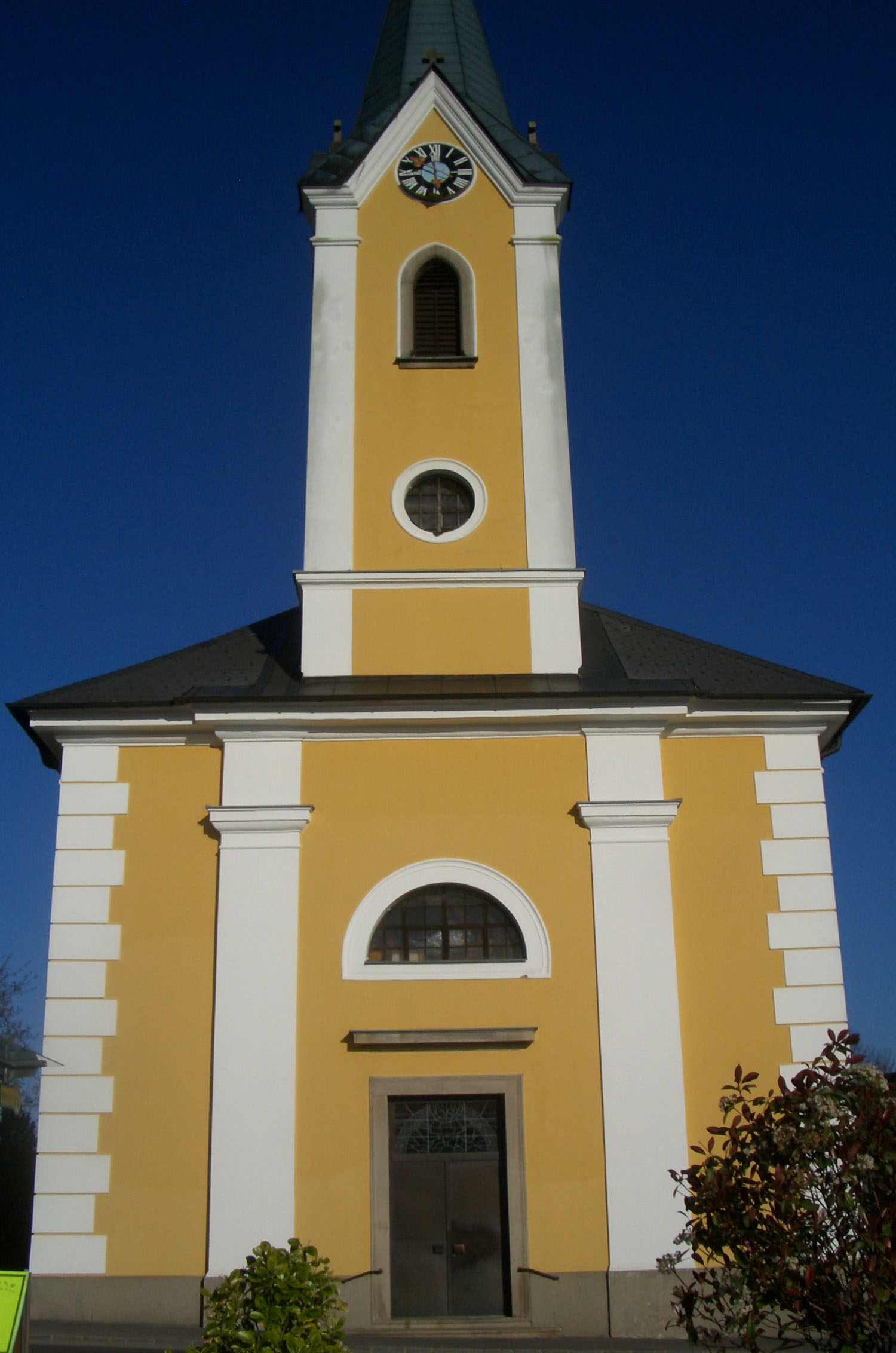
Kath. Pfarrkirche Mariä Himmelfahrt in Alberndorf in der Riedmark

Die römisch-katholische Pfarrkirche Alberndorf in der Riedmark steht leicht erhöht an der Hauptstraße in der Gemeinde Alberndorf in der Riedmark im Bezirk Urfahr-Umgebung in Oberösterreich. Die dem Patrozinium Mariä Himmelfahrt unterstellte Pfarrkirche gehört zum Dekanat Gallneukirchen in der Diözese Linz. Die Kirche steht unter Denkmalschutz (Listeneintrag).

## Geschichte

### Geschichte der Pfarre
Mit der Abtrennung der Pfarre von der Mutterpfarre Gallneukirchen wollte der Linzer Bischof Gregor Thomas Ziegler einerseits den Gläubigen den weiten sonntäglichen Weg zum Gottesdienst erleichtern und andererseits dem Zustrom vieler Menschen zu den Anhängern von Martin Boos entgegenwirken. Kaiser Ferdinand I. bewilligte am 16. Oktober 1840 die Gründung der neuen Pfarre.

### Baugeschichte
Die Kirche wurde von 1842 bis 1845 erbaut und 1845 zur Pfarrkirche erhoben. Den Baugrund für Kirche, Pfarrhof und Schule hatte Gallus Landl, Wirt und Besitzer des Narzengutes, unentgeltlich zur Verfügung gestellt. Am 18. August 1845 wurde die Kirche durch Bischof Ziegler eingeweiht. 1894/1895 erhielt die Kirche einen neuen Turm. 1899 wurde der Ölberg angelegt. 1956/1957 war eine Renovierung mit einer teilweisen Entfernung der historischen Einrichtung. 1982/1983 war eine Außenrestaurierung mit einer Erneuerung des Turmdaches. 1987 war eine Innenrestaurierung mit einer Erweiterung der Empore.

## Architektur
Die Kirche und die Reste der originalen Einrichtung zeigen typisch die Kunstvorstellung des Vormärz. Die Architektur ist eine bemerkenswertes Beispiel des nüchternen Reduktionsklassizismus.
Das Langhaus ist ein zentralisierter Saalraum mit einem weiten kuppeligen Platzlgewölbe. Der gleichfalls platzlgewölbte eingezogene Rechteckchor schließt gerade und hat am Chorhaupt einen halbkreisförmigen Sakristeianbau. Südseitig an Langhaus und Chor sind kleine übergiebelte Passionskapellen im Stil der Neorenaissance aus 1899. In der Westfassade ist ein dachreiterartiger neogotischer Turm.
Die Malerei im Gewölbe Krönung Mariens und Mariä Verkündigung schuf der Maler Engelbert Daringer (1914).

## Einrichtung
Anstelle eines Hochaltares gibt es seit 1956/1957 an der Chorwand eine Zusammenstellung verschiedener Elemente.
Im Jahr 2014 wurde von der Firma Freiburger Orgelbau eine neue Orgel nach französisch-romantischem Vorbild im klanglichen Stil von Cavaillé-Coll eingebaut.

## Glocken
Am 16. August 1845 wurden die vier Glocken, die in der Linzer Gießerei Hollederer gegossen und in der Karmelitenkirche in Linz geweiht worden waren, in den Turm hochgezogen. Während des Ersten Weltkriegs mussten die drei größeren Glocken abgeliefert werden. Nur die kleine Sterbeglocke blieb (bis heute) erhalten. Im Jahr 1920 wurden drei neue Glocken bei Glockengießerei St. Florian in Auftrag gegeben, die während des Zweiten Weltkriegs beschlagnahmt wurden, von denen die „Josefiglocke“  1948 von Hamburg nach Alberndorf zurückkehrte. 1957 ergänzten zwei neue Glocken („Zwölferin“ und Marienglocke) aus der Gießerei St. Florian das Geläute. 1963 stiftete Pfarrer Hinterreiter die Antoniusglocke. 1975 wurde das Geläut elektrifiziert.